# Condado de Madawaska
El condado de Madawaska (Comté de Madawaska, en francés y Madawaska County, en inglés) se sitúa en el noroeste de Nuevo Brunswick, en Canadá. Madawaska es llamado la mango del sartén de Nuevo Brunswick. La mayoría de sus habitantes (93%) son francófonos. Su capital es la ciudad de Edmundston.
Su población en 2011 es de 33.422 habitantes. Su sede es la ciudad de Edmundston.

## Geografía
El condado se encuentra en las siguientes coordenadas: 47°25′17.1″N 68°21′38.2″O / 47.421417, -68.360611

### Condados y regiones adyacentes de Canadá
- Condado de Restigouche - nordeste
- Condado de Victoria - este
- Bas-Saint-Laurent, Quebec - noroeste

### Condados adyacentes de los Estados Unidos
- Condado de Aroostook, Maine - sur

## Personalidades
- Paul Carmel Laporte (Médico y artista)
- Lévite Thériault (propietario relativo)